# 7 април
7 април е 97-ият ден в годината според григорианския календар (98-и през високосна година). Остават 268 дни до края на годината.

## Събития
- 1348 г. – Карл IV основава Пражкия университет – първият в Централна Европа.
- 1498 г. – Експедицията на португалския мореплавател Вашко да Гама стига до Кения.
- 1795 г. – Франция приема метричната система.
- 1805 г. – Състои се първото публично изпълнение на Симфония № 3 на Лудвиг ван Бетховен (Ероика).
- 1880 г. – Съставено е третото правителство на България, начело с Драган Цанков.

- 1905 г. – При с. Кашина, Мелнишко, четата на Яне Сандански разбива четата на офицерските братства начело с кап. Йордан Стоянов, която дава 9 жертви.
- 1906 г. – Вулканът Везувий изригва и разрушава Неапол.
- 1908 г. – Учредена е СЗО.
- 1909 г. – Русия, Сърбия и Черна гора признават Независимостта на България.
- 1926 г. – Англичанката Вайълет Гибсън извършва неуспешен опит за покушение срещу италианския диктатор Бенито Мусолини.
- 1927 г. – В САЩ AT&T излъчва първата обществена ефирна телевизия.
- 1933 г. – „Сухият режим“ в САЩ е отменен за бира с алкохолно съдържание под 3,3%.
- 1939 г. – Втора световна война: Италия напада Албания.
- 1943 г. – Швейцарецът Алберт Хофман синтезира наркотика ЛСД.

- 1946 г. – Официално е призната независимостта на Сирия от Франция.
- 1948 г. – Влиза в сила уставът на Световната здравна организация.
- 1956 г. – Основана е Австрийската партия на свободата.
- 1957 г. – Открит е Държавният сатиричен театър в София.
- 1963 г. – Създадена е Социалистическата федеративна република Югославия с маршал Йосип Броз Тито като неин пожизнен президент.
- 1964 г. – За първи път денят започва да се празнува като Ден на здравния работник.
- 1969 г. – Символичен рожден ден на интернет. Публикуван е RFC 1.
- 1979 г. – Създаден е Атлантическият съвет по образование (АЕК) под егидата на Асоциацията на атлантическия договор (АТА).
- 1989 г. – В Норвежко море потъва съветската атомна подводница Комсомолец, загиват 42 моряци от екипажа.
- 1992 г. – Република Сръбска обявява независимостта си.
- 1994 г. – Начало на кланетата на тутси в Руанда.
- 1994 г. – Обърн Р. Калоуей се опитва да похити и разбие самолета, който изпълнява полет 705 на „Федерал Експрес“, но екипажът го неутрализира и приземява машината безопасно.
- 1999 г. – По време на войната в Косово границите на бившата югославска републиката са затворени от сръбската армия, за да се спрат етническите албанци да напускат страната.
- 2003 г. – Американски войници превземат Багдад и режимът на Саддам Хюсеин пада два дни по-късно.

## Родени
- 1652 г. – Климент XII, римски папа († 1740 г.)
- 1770 г. – Уилям Уърдсуърт, английски поет († 1850 г.)
- 1772 г. – Шарл Фурие, френски философ († 1837 г.)
- 1834 г. – Григорий Мясоедов, руски художник, передвижник († 1911 г.)
- 1853 г. – Леополд, херцог на Олбани, син на кралица Виктория († 1884)
- 1859 г. – Жак Льоб, американски биолог († 1924)
- 1866 г. – Ани Виванти, италианска писателка и поетеса († 1942)
- 1879 г. – Густав Шпет, руски философ († 1940 г.)
- 1882 г. – Курт фон Шлайхер, германски генерал, политик и канцлер († 1934 г.)
- 1889 г. – Габриела Мистрал, чилийска поетеса и дипломат, Нобелова лауреатка през 1945 г. († 1957 г.)
- 1893 г. – Алън Дълес, американски дипломат и разузнавач († 1969 г.)
- 1899 г. – Луис Физер, американски химик († 1977 г.)
- 1905 г. – Преслав Кършовски, български художник († 2003 г.)
- 1915 г. – Били Холидей, американска джаз певица († 1959 г.)
- 1916 г. – Петър Дертлиев, български политик († 2000 г.)
- 1917 г. – Монго Сантамария, латино джаз музикант, перкусионист († 2003 г.)
- 1924 г. – Йоханес Марио Зимел, австрийски писател († 2009 г.)
- 1927 г. – Мерсия Макдермот, английска писателка († 2023 г.)
- 1928 г. – Джеймс Гарнър, американски актьор († 2014 г.)
- 1929 г. – Дамян Заберски, български художник († 2006 г.)
- 1931 г. – Тед Кочев, канадски режисьор от български произход († 2025 г.)
- 1932 г. – Никола Маринов, български военен († 1987 г.)
- 1938 г. – Георги Чаушов, български художник-карикатурист († 2023 г.)
- 1938 г. – Джери Браун, американски политик
- 1939 г. – Франсис Форд Копола, американски режисьор
- 1941 г. – Гордън Кей, английски актьор († 2017 г.)
- 1944 г. – Герхард Шрьодер, немски политик
- 1944 г. – Макото Кобаяши, японски физик, Нобелов лауреат
- 1948 г. – Пиетро Анастази, италиански футболист († 2020 г.)
- 1949 г. – Валентина Матвиенко, руски политик
- 1954 г. – Джеки Чан, хонконгски актьор, режисьор и каскадьор
- 1956 г. – Валентин Ганев, български актьор
- 1956 г. – Даниел Корбу, румънски поет
- 1962 г. – Ален Робер, френски катерач
- 1964 г. – Ръсел Кроу, австралийски актьор от новозеландски произход
- 1966 г. – Мишо Юзмески, македонски писател
- 1971 г. – Гийом Депардийо, френски актьор († 2008 г.)
- 1973 г. – Моно Петра, български художник
- 1986 г. – Кристиан Фукс, австрийски футболист

## Починали
- 858 г. – Бенедикт III, римски папа (* неизв.)
- 1498 г. – Шарл VIII, крал на Франция (* 1470 г.)
- 1614 г. – Ел Греко, испански художник от гръцки произход (* 1541 г.)
- 1789 г. – Абдул Хамид I, султан на Османската империя (* 1725 г.)
- 1803 г. – Франсоа Доминик Тусен Лувертюр, хаитянски военачалник (* 1743 г.)
- 1858 г. – Антон Диабели, австрийски композитор и музикален издател (* 1781 г.)
- 1875 г. – Георг Хервег, немски поет (* 1817 г.)
- 1891 г. – Финиъс Барнъм, американски шоумен (* 1810 г.)
- 1912 г. – Александър Димитраков, български революционер (* 1879 г.)
- 1922 г. – Атанас Шопов, български книжовник и дипломат (* 1855 г.)
- 1929 г. – Едуар Шуре, френски писател и мистик (* 1841 г.)
- 1934 г. – Владимир Серафимов, български военен деец (* 1860 г.)
- 1938 г. – Сюзан Валодон, френска художничка (* 1865 г.)
- 1946 г. – Васил Аврамов, български юрист (* 1863 г.)
- 1947 г. – Хенри Форд, американски автомобилен конструктор (* 1863 г.)
- 1950 г. – Уолтър Хюстън, американски актьор (* 1983 г.)
- 1955 г. – Теда Бара, американска актриса (* 1885)
- 1965 г. – Ангел Димитров, български цирков артист (* 1890 г.)
- 1968 г. – Джим Кларк, британски автомобилен състезател (* 1936 г.)
- 1969 г. – Ромуло Галегос, венецуелски писател и политик (* 1884 г.)
- 1972 г. – Иван Алтънов, български юрист (* 1892 г.)
- 1986 г. – Евгени Константинов, български писател и сценарист (* 1923 г.)
- 1986 г. – Леонид Канторович, руски математик и икономист (* 1912 г.)
- 1988 г. – Илия Пейков, български художник (* 1911 г.)
- 1994 г. – Голо Ман, немско-швейцарски историк (* 1909 г.)
- 2005 г. – Макс фон дер Грюн, немски писател (* 1926 г.)
- 2008 г. – Георги Стоев, български писател (* 1973 г.)
- 2009 г. – Дейв Арнесън, американски дизайнер на игри (* 1941 г.)

## Празници
- Световната здравна организация – Световен ден на здравето (отбелязва се в 191 страни от 1950 г., обявен през 1948 г.)
- Ден на здравния работник (от 1964 г.)
- Празник на Медицински университет – София
- Празник на община Струмяни (от 1999 г.)
- Армения – Ден на майчинството и красотата
- Мозамбик – Ден на жената
- Руанда – Ден на национален траур
- Русия – Ден в памет на загиналите в подводницата Комсомолец (1989 г.)
- САЩ – Ден на сладкишите, приготвени с кафе – Coffee Cake Day
- Танзания – Ден на героите